# شهرستان کنگرلی
کنگرلی (به لاتین: Kəngərli) بخش جدیدی از جمهوری خودگردان نخجوان در جمهوری آذربایجان است. این بخش ۶۸۲ کیلومتر مربع وسعت و جمعیتی بالغ بر ۲۵۰۰۰ نفر بر طبق آمارهای سال ۲۰۰۴ میلادی دارد. این بخش در مارس ۲۰۰۴ میلادی از شهرستان شرور جدا شد. مرکز این بخش شهری به نام قیوراق است.